# Kamala Nehru

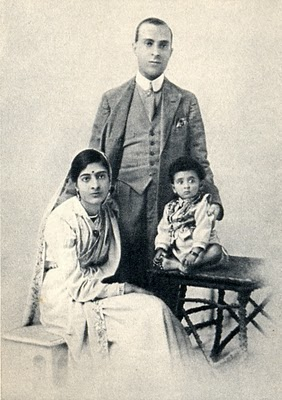
Kamal Kaul Nerhu, Jawaharlal Nehru et leur fille, Indira Priyadarshini.

Kamala Kaul Nehru, née le 1er août 1899 à Delhi et morte à Lausanne le 28 février 1936, est une militante politique indienne. 
Elle est également la compagne de Jawaharlal Nehru et la mère d'Indira Gandhi. 

## Biographie

### Enfance
Kamala Kaul, née le 1er août 1899 à Delhi, fille de Rajeshwari et Jawharmal Kaul Atal, est l'aînée d'une fratrie de quatre enfants composée, en plus d'elle, de deux frères : Chand Bahadur Kaul et Kailas Nath Kaul, botaniste, et d'une sœur : Swaroop Kathju. De classe moyenne, sa famille est issue de la communauté des Kashmiri Pandits ou Pandits Cachemiris (caste de brahmanes cachemiriphones) de Old Delhi. 
Elle est scolarisée à domicile, sous la tutelle d'un pandit et d'un mollah.

### Mariage et famille
En 1916, âgée de 17 ans, Kamala Kaul épouse Jawaharlal Nehru. Peu après ce mariage, Jawaharlal Nehru part en mission dans l'Himalaya. Ce dernier admet l'avoir alors négligée.
En novembre 1917, Kamala Nehru donne naissance à Indira Priyadarshini qui succèdera à son père à la tête du Parti du Congrès, puis comme Premier ministre de l'Inde. 
En novembre 1924, à 25 ans, elle donne naissance à un garçon qui ne vivra qu'une semaine. 

### Amitié
Dans les années 1920, Kamala Nehru passe du temps dans un des ashrams de Kasturba Gandhi. Elle y rencontre Prabhavati Devi, la femme de Jayaprakash Narayan, important combattant pour l'indépendance et la liberté de l'Inde. Elles entretiennent une amitié profonde et échangent jusqu'à la mort de Kamala Nehru. Ces lettres de Nehru seront remises par Prabhavati Devi à Indira Gandhi.
Jayaprakash Narayan installera en 1958 une école pour filles à Patna, localité de Kadam Kuan, en hommage aux luttes menées par Kamala Nehru. 

### Dernières années
Durant ses dernières années, Kamala Nehru, atteinte de tuberculose fait de nombreux allers-retours entre l'Inde, dès qu'elle se sent mieux, et la Suisse, où elle est traitée dans des sanatoriums. Au début de l'année 1935, sa santé de se détériore gravement. Son mari étant emprisonné en Inde, elle est emmenée dans un sanatorium à Baudweiller par Subhash Chandra Bose. Alors que l'état de santé de Kamala Nehru empire, son mari est relâché. Il part immédiatement. pour la rejoindre, en octobre 1935. 
L'état de santé de Nehru semble à nouveau s'améliorer mais se détériore encore. 
Le 28 février 1936, Kamala Nehru décède à Lausanne entourée de ses proches, son mari, sa fille et sa belle-mère. Elle laisse un mari dévasté qui portera le deuil de nombreux mois.

## Engagement politique
Kamala Nehru s'engage, en première ligne, dans le mouvement de libération national. 
En 1921, à 22 ans, lors du mouvement de Non-Coopération, elle entraîne les femmes à voler les magasins de Prayagraj qui revendent produits étrangers et alcool. Par deux fois, Kamala Nehru, en compagnie de la mère de son mari, Sarojini Naidu, et d'autres femmes, est arrêtée pour son implication dans les luttes pour le mouvement pour l'indépendance de l'Inde,. 
Quand son mari est arrêté pour empêcher celui-ci de donner en public un discours jugé séditieux, Kamala Nehru le remplace. Les Britanniques réalisent alors la menace que représente Kamala Nehru, devenue très populaire parmi les groupes de femmes se développant partout en Inde.
À la même époque, dans les pièces disponible de sa maison, Swaraj Bhawan, elle installe le Dispensaire du Congrès pour soigner les combattants blessés mais aussi leurs familles, et plus généralement les habitants de Prayagraj. Après la mort de Kamala Nehru, Mahatma Gandhi, avec l'aide des autorités, transforme ce dispensaire en hôpital, le Kamla Nehru Memorial Hospital.

## Hommages
De nombreuses institutions en Inde rendent hommage à Kamala Nehru : 
- Kamala Nehru Memorial Hospital & Regional Cancer Centre
- Kamla Nehru Prani Sangrahalay (Indore)
- Kamala Nehru College, University of Delhi
- Kamala Nehru Degree Evening College (Bangalore)
- Kamala Nehru Park
- Kamla Nehru Institute of Technology (Sultanpur)
- Kamla Nehru College Korba
- Kamala Nehru Women's College(Bhubaneswar)
- Kamala Nehru Polytechnic (Hyderabad)
- Shri Ramdeobaba Kamala Nehru Engineering college (Nagpur)
- Kamala Nehru Memorial Vocational Higher Secondary School Vatanappally (Kerala)
- Shaskiya Kamla Nehru Girls Higher Secondary School (Bhopal)

Au Pakistan, Karachi a une route qui porte le nom de Kamla Nehru.